# Javier Alberto González
Javier Alberto González Barrera (Sogamoso, Boyacá; 13 de noviembre de 1979) es un ciclista profesional colombiano, que ha corrido en equipos profesionales como el Saunier Duval y el EPM-UNE entre otros.

## Palmarés
2002
- Vuelta a Antioquia, más 1 etapa

2003
- 1 etapa de la Vuelta al Valle del Cauca
- 1 etapa del Clásico RCN
- Campeón de Vuelta a Cundinamarca más 1 etapa

2006
- 1 etapa en la Doble Sucre Potosí GP Cemento Fancesa
- 2 etapas de la Vuelta a Colombia
- Campeón del Clásico RCN, más 1 etapa
- Campeón de la Clásica de Fusagasugá

2007
- 1 etapa del Clásico RCN

2008
- 1 etapa del Clásico RCN

2009
- 2º en la Vuelta a Boyacá
- 3º en la Vuelta a Cundinamarca

2010
- 1 etapa de la Vuelta a Colombia

2011
- 1 etapa de la Clásica Internacional de Tulcán
- 1 etapa en la "Vuelta a Santander"